# Nieuwlandpolder
Een nieuwlandpolder is een polder die aangelegd is na de indijking van de oudlandpolders. Nieuwlandpolder staat tegenover oudlandpolder, waar de invloed van de zee al langere tijd werd uitsloten. De eerste nieuwlandpolders grensden aan het oudland en dat waren vaak lange, smalle polders. Na omstreeks 1500 kwamen grotere polders met een regelmatige indeling tot stand, waarbij planmatig werd gewerkt. Men spreekt wel van renaissancepolders. Het ging hierbij in de eerste helft van de 17e eeuw ook vaak om herdijkingen. In deze grotere polders bleven vaak kreekrestanten achter. Tevens ontstonden in deze tijd ook tal van droogmakerijen, met eveneens een planmatige indeling.
Er zijn tot slot de recente nieuwlandpolders, die bestaan uit bedijkingen van landaanwassen van schorren die plaatsvonden in de 18e tot en met de 20e eeuw. Het betreft ook hier betreft in het algemeen grote oppervlakten met een regelmatige indeling, maar ook door de afsluiting van zeearmen ontstonden dergelijke polders.
Nieuwland ligt onder meer in het achterland van het Zwin bij Knokke-Heist of in het Sloegebied tussen Walcheren en Zuid-Beveland.